# Svetozar Žebre
Svetozar Žebre, slovenski rudarski inženir, * 11. oktober 1915, Ljubljana, † (?).

## Življenje in delo
Diplomiral je 1941 na montanističnem oddelku ljubljanske Tehniške fakultete, kjer je bil nato v letih 1942−1945 asistent. Po koncu vojne je do 1948 služboval v zasavskih premogovnikih, od 1949-1954 je bil upravnik Istrskih premogovnikov Raša v Labinu, 1954-1958 glavni inženir in 1959-1963 direktor Posavskih rudnikov svinca, cinka in barita. Zatem je kot izvedenec OZN raziskoval rudišča v Afriki: od 1963-1968 v Etiopiji in od 1973-1978 v Gani ter bil vmes rudarski inšpektor pri Republiškem sekretariatu za gospodarstvo v Ljubljani. Objavil je več razprav in izdelal preko 10 projektov za OZN.